# Andriej Piatnicki
Andriej Władimirowicz Piatnicki (ros. Андрей Владимирович Пятницкий, ur. 27 września 1967 w Taszkencie) – rosyjski piłkarz grający na pozycji prawego pomocnika.

## Kariera klubowa
Piatnicki urodził się w stolicy Uzbekistanu, Taszkencie i tam też rozpoczął karierę piłkarską w Starcie Taszkent. Grał tam do 1984 roku, a w 1985 przeszedł do lokalnego rywala, Paxtakoru Taszkent. Przez rok występował w jego barwach w drugiej lidze radzieckiej, a w 1986 roku przeszedł do CSKA Moskwa. W tym samym roku awansował z CSKA do pierwszej ligi, ale nie zdołał wywalczyć miejsca w podstawowym składzie klubu, który na koniec 1987 roku wrócił do drugiej ligi. W 1988 roku Andriej wrócił do Pachtakoru, a w 1990 roku wywalczył awans o klasę wyżej. Przez dwa sezony, 1990 i 1991, należał do najlepszych strzelców swojego klubu w rozgrywkach ligowych.
W 1992 roku Piatnicki przeszedł do ówczesnego wicemistrza ZSRR Spartaka Moskwa i stał się jego podstawowym zawodnikiem. W jego barwach występował w rozgrywkach nowo powstałej rosyjskiej ligi. Już w 1992 roku wywalczył mistrzostwo Rosji oraz zdobył Puchar ZSRR, a jesienią 1993 zadebiutował w Lidze Mistrzów. W kolejnych latach 1993-1997 pięciokrotnie z rzędu zostawał mistrzem Rosji, chociaż w tym ostatnim przypadku był tylko rezerwowym i opuścił prawie cały sezon z powodu kontuzji. W 1998 roku odszedł do Sokoła Saratów. Rozegrał dwa mecze w Pierwszej Dywizji i zdecydował się zakończyć piłkarską karierę.
| Sezon | Klub              | Kraj  | Rozgrywki        | Mecze | Bramki |
| ----- | ----------------- | ----- | ---------------- | ----- | ------ |
| 1985  | Paxtakor Taszkent | ZSRR  | 2. liga          | 21    | 0      |
| 1986  | CSKA Moskwa       | ZSRR  | 2. liga          | 19    | 5      |
| 1987  | CSKA Moskwa       | ZSRR  | 1. liga          | 3     | 0      |
| 1988  | Paxtakor Taszkent | ZSRR  | 2. liga          | 31    | 2      |
| 1989  | Paxtakor Taszkent | ZSRR  | 1. liga          | 27    | 3      |
| 1990  | Paxtakor Taszkent | ZSRR  | 1. liga          | 34    | 10     |
| 1991  | Paxtakor Taszkent | ZSRR  | 1. liga          | 28    | 10     |
| 1992  | Spartak Moskwa    | Rosja | Priemjer-Liga    | 23    | 5      |
| 1993  | Spartak Moskwa    | Rosja | Priemjer-Liga    | 29    | 6      |
| 1994  | Spartak Moskwa    | Rosja | Priemjer-Liga    | 25    | 6      |
| 1995  | Spartak Moskwa    | Rosja | Priemjer-Liga    | 10    | 0      |
| 1996  | Spartak Moskwa    | Rosja | Priemjer-Liga    | 13    | 0      |
| 1997  | Spartak Moskwa    | Rosja | Priemjer-Liga    | 0     | 0      |
| 1998  | Sokoł Saratów     | Rosja | Pierwyj diwizion | 2     | 1      |

## Kariera reprezentacyjna
W reprezentacji Związku Radzieckiego Piatnicki zadebiutował 9 października 1990 roku w wygranym 3:0 meczu z Izraelem. Był to jego jedyny mecz w barwach ZSRR, a następnie występował w reprezentacji Wspólnoty Niepodległych Państw (5 meczów i 2 gole), a 28 lipca 1993 rozegrał swój pierwszy mecz w reprezentacji Rosji, przegrany 1:3 z Francją. W 1994 roku został powołany przez selekcjonera Pawła Sadyrina do kadry na Mistrzostwa Świata w USA. Tam wystąpił jedynie w przegranym 0:2 grupowym meczu z Brazylią. Do 1995 roku rozegrał 10 meczów w kadrze narodowej Rosji i zdobył 2 gole. W 1992 roku rozegrał 2 mecze w reprezentacji Uzbekistanu. Piatnicki ma za sobą także występy w reprezentacji ZSRR U-21, z którą w 1990 roku wywalczył mistrzostwo Europy U-21.